# Tray Deee
Tray Deee, właściwie Tracy Lamar Davis (ur. 27 kwietnia 1966 w Long Beach w Kalifornii) – amerykański raper.

## Życiorys
W latach 1994–1998 rapował dla wytwórni Death Row Records. W 1995 r. podpisał kontrakt z Doggystyle Records założonej przez Snoop Dogga. Należał do grupy Tha Eastsidaz, w skład której wchodził także Snoop Dogg i Goldie Loc. 
Zanim został raperem był gangsterem. Należał do gangu Insane Long Beach Crips (grupy rywalizującej m.in. z Rollin 20's Long Beach Crips, do której należeli np. Snoop i Goldie). 2 lutego 2005 został skazany za usiłowanie morderstwa na 12 lat więzienia (w 2003 roku strzelał z pistoletu Beretta do członków wrogiego gangu). Od 2005 roku odsiadywał wyrok w Salinas Valley State Prison w Soledad, Kalifornia, a na wolność wyszedł w kwietniu 2014 roku zwolniony przedwcześnie za dobre sprawowanie. 
Wystąpił gościnnie wraz z Xzibitem w utworze „Lolo” z płyty 2001 Dr. Dre'a. W 2002 wydał kompilację pt. General's List, na którym udzielili się m.in. Dr. Dre, Snoop Dogg, Warren G, Xzibit czy Nate Dogg.

## Dyskografia
- The General's List[3] (2002)